# Kleine behaarde pantserwants
De kleine behaarde pantserwants (Odontoscelis lineola) is een wants uit de familie Scutelleridae, pantserwantsen, juweelwantsen.

## Uiterlijk
De kleine behaarde pantserwants varieert in kleur van lichtbruin tot donkerbruin met lichte of donkere tekening. Over het halsschild en schild lopen in de lengte banden met zilverkleurige haren. Daarmee onderscheidt hij zich van de grote behaarde pantserwants (Odontoscelis fuliginosa). Net als de andere soorten pantserwantsen bedekt het scutellum het hele achterlijf. De lengte is 4,5 – 6,5 mm.

## Verspreiding en habitat
De soort wordt aangetroffen in Europa, van het zuiden van Scandinavië tot het noordelijk deel van het Middellandse Zeegebied. Net als de grote behaarde pantserwants komen ze vooral voor in droge en warme leefgebieden. Er is een sterke voorkeur voor zandgronden met schaarse vegetatie zoals buntgras (Corynephorus canescens).

## Leefwijze
De wantsen leven onder verschillende planten zoals planten uit de vlinderbloemenfamilie (Fabaceae) als klaver (Cyperaceae) en rupsklaver (Medicago), maar ook reigersbek (Erodium cicutarium). Zowel de volwassen wantsen als de nimfen kunnen zich ingraven in de zandbodem en aan de plantenwortels zuigen. Bij heet weer klimmen ze soms omhoog in de plant. De al wat oudere nimfen overwinteren en worden vanaf mei volwassen. In juni, juli vindt de paring plaats en worden de eieren gelegd.